# Juridictionnalisme
Le juridictionnalisme est une démarche politique destinée à étendre la juridiction et le contrôle de l’État sur la vie et l'organisation de l’Église, ou plutôt sur la  structure juridique parallèle représentée par les droits et les privilèges ecclésiastiques. 
Plus précisément, il peut aussi être défini comme le courant de pensée et l'attitude politique, qui s'est développé surtout au XVIIIe siècle, visant à affirmer l'autorité de la juridiction laïque sur celle ecclésiastique. Les outils fondamentaux du juridictionnalisme (dit aussi « régalisme ») étaient les placet et  l'exequatur, avec lesquels l’État concédait ou refusait la publication et la mise en œuvre des dispositions ecclésiastiques pontificales et de celles des autorités ecclésiastiques nationales,  et la nomina ai benefici, par laquelle les nominations aux charges ecclésiastiques étaient contrôlées.
En plus de ces instruments de contrôle, le juridictionnalisme  prévoyait aussi des interventions directes de l’État dans la vie de l’Église, sur des questions d'âge et de motifs d'entrée chez les moines, l'utilité des couvents et des ordres religieux contemplatifs (qui furent en grand nombre supprimés), le nombre de fêtes religieuses, les privilèges et les immunités du clergé, la formation des prêtres.

## Histoire
Cette politique se développa surtout autour du XVIIIe siècle et fut poursuivie surtout par les «monarques éclairés» tels que Marie-Thérèse d'Autriche, Joseph II d'Autriche et d'autres, encouragés par ce qui s'était passé plus tôt dans le nord de l'Europe avec la Réforme protestante, dont ces dirigeants ne partageaient pas la doctrine, mais certainement les motivations.
C'est cette politique que Camillo Cavour, dans le cadre d'une politique anticléricale, essaya de mettre en place en Italie.
Une telle politique avait pour but de lutter contre le droit d'asile, à savoir, l'immunité à ceux qui trouvaient refuge dans un couvent, ou le droit qui était réservé aux tribunaux ecclésiastiques de juger les crimes impliquant des religieux, ou les privilèges fiscaux du clergé. Le juridictionnalisme, qu'en partie anticipait le siècle des Lumières et en partie se développait parallèlement, mettait en question le tribunal de l'Inquisition, le monopole traditionnel de l'Église sur l'éducation ou la censure des livres et, surtout, réduisait considérablement l'importance au sein de l'État du Droit canonique, jusque-là droit universel pour les États catholiques.
Une importance particulière fut l'introduction du placet et de l'exequatur, par lesquels l'autorité de l’État se réservait le droit d'approuver l'action de l’Église et en particulier l'attribution des bénéfices ecclésiastiques vacants.
L’État chercha aussi à limiter la mainmorte, l'ensemble des biens appartenant à l’Église et aux corporations religieuses; certains ordres religieux furent réformés ou supprimés, des tentatives eurent lieu afin de réduire les intromissions des autorités ecclésiastiques dans le domaine temporel; les privilèges des tribunaux furent considérablement réduits, concédant aux sujets de faire appel au souverain en cas de sentences ou de jugements ecclésiastiques.
Le 28 novembre 1854, le gouvernement Cavour présente devant la Chambre la loi sur les couvents ce qui déclenche une crise entre l’État italien et le Clergé, crise plus connue sous le nom de « crise Calabiana » du nom de l’Archevêque de Milan Luigi Nazari di Calabiana. La loi, en raison de son libéralisme anticlérical, prévoit la suppression des ordres religieux excepté ceux consacrés à l'enseignement et à l'assistance aux malades. Durant le débat parlementaire, Cavour attaque, en particulier, les ordres mendiants qu'il déclare nuisibles pour la moralité du pays et contraires à l'éthique moderne du travail.

## Sources
- (it) Cet article est partiellement ou en totalité issu de l’article de Wikipédia en italien intitulé « Giurisdizionalismo » (voir la liste des auteurs).